# Abbaye d'Admont
L’abbaye d'Admont est un monastère de moines bénédictins fondé en 1074 à Admont, situé près des Alpes d'Ennstal dans la région de Haute-Styrie au centre de l'Autriche, à l'entrée du parc national de Gesäuse. L'abbaye fait partie de la congrégation bénédictine d'Autriche.
C'est le lieu où est hébergée la plus grande bibliothèque monastique du monde, commencée au milieu du XVIIIe siècle et terminée en 1776, ainsi qu'un musée moderne.

## Histoire

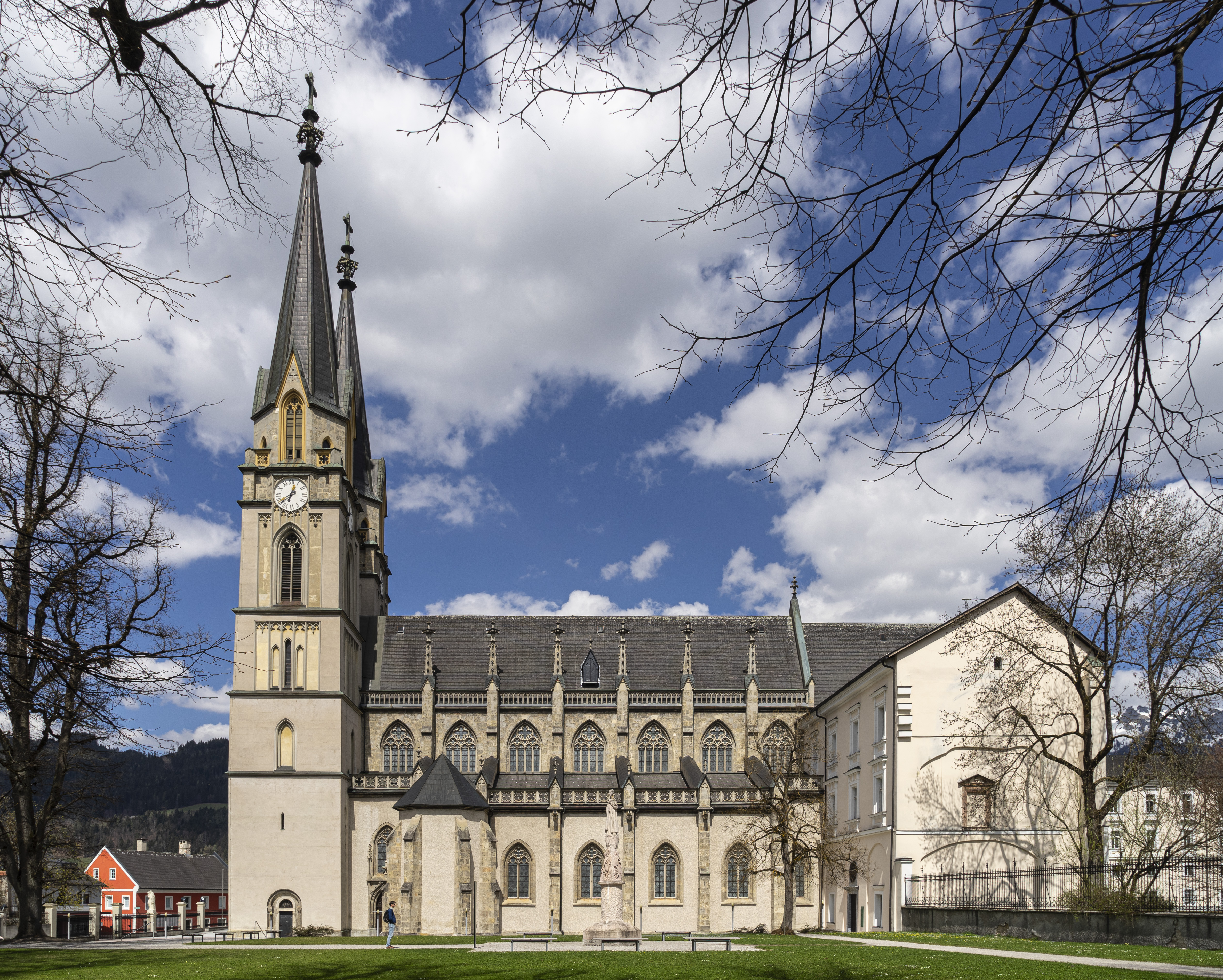
L'abbatiale d'Admont.

Cette abbaye fut fondée en 1074 par l'archevêque Gebhard de Salzbourg, ancien chapelain de l'empereur Henri III, au sein des anciennes possessions de sainte Emma de Gurk (+ vers 1045) dans la marche de Styrie. Les premiers moines arrivèrent de Saint-Pierre de Salzbourg et construisirent également un couvent des religieuses bénédictines vers 1120. Après que la marche fut élevée au duché de Styrie en 1180, le monastère était l'un des piliers de la domination des dynasties de Babenberg et de Habsbourg.  
Depuis le XIIe siècle, l'abbaye possédait un scriptorium qui a laissé des manuscrits importants. L'abbé Engelbert d'Admont (+ 1331), élu en 1297, avait étudié la grammaire et la logique à Prague et la philosophie et la théologie à l'université de Padoue ; il est considéré comme l'un des savants les plus éminents de l'Autriche médiévale.
Après les difficultés rencontrées dans l'époque des guerres ottomanes et de la réforme protestante, les mesures prises au cours de la Contre-Réforme dans les pays de l'Autriche intérieure ont renforcé la position du monastère. L'an 1644 a vu la fondation de l'école supérieure de l'abbaye. Au XVIIe siècle, tout le complexe monastique a été remanié dans le style baroque.
En 1865, un incendie détruit la quasi-totalité de l'abbaye à l'exception de la bibliothèque. L'année suivante, la reconstruction en style néogothique commença. La Grande Dépression des années 1930 mit l'abbaye dans une situation économique des plus fâcheuses. Après l’Anschluss de l'Autriche, de 1939 à 1945, l'abbaye est expropriée par le régime national-socialiste.

## La bibliothèque

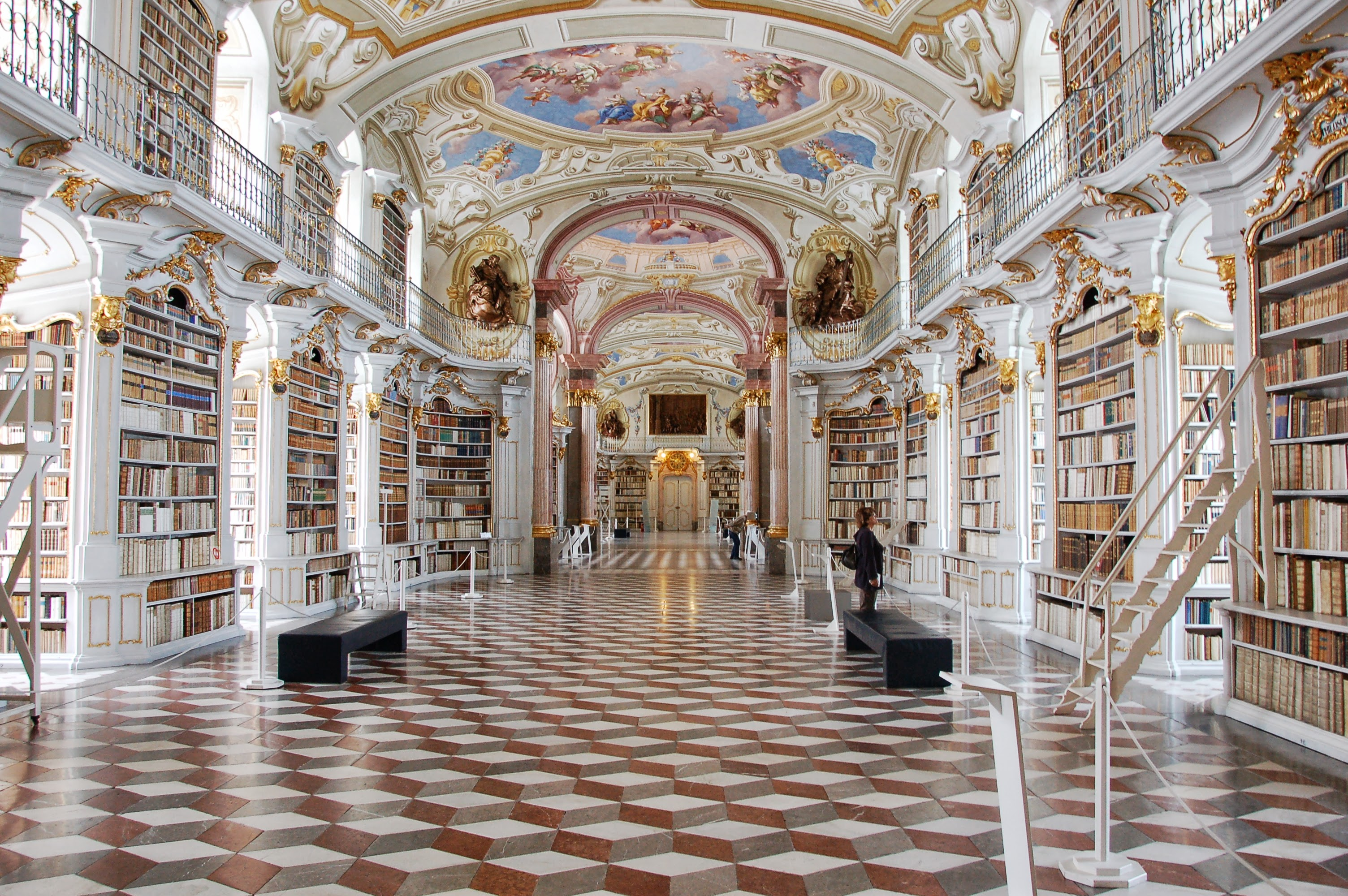
Intérieur de la bibliothèque.

La particularité de ce lieu de prière est la somptueuse bibliothèque rococo achevée en 1776, entièrement rénovée durant quatre ans, pour un coût de six millions d'euros. Elle a été rouverte au public en août 2008. Elle abrite une importante collection de manuscrits et d'incunables.
Dès la fin du XIe siècle, les moines d'Admont, qui obéissent à la règle de saint Benoît « ora lege et labora »,  collectionnent les manuscrits religieux. L'abbaye dispose d'un atelier de copistes jusqu'à l'invention de l'imprimerie. La bibliothèque aux dimensions gigantesques de 13 mètres de haut, 79 mètres de long et 14 mètres de large, est surmontée de sept coupoles décorées de fresques en trompe-l'œil de Bartolomeo Altomonte (1701-1783). Le sol de marbre en damier est parsemé de sculptures figurant les Quatre Dernières choses que sont La Mort, Le Jugement dernier, le Paradis et l'Enfer.
Elle rassemble environ 180 000 ouvrages dont 1 400 manuscrits et 530 incunables dont des œuvres rares comme l'édition originale de l’Encyclopédie de Diderot et d'Alembert (1758) ou la Bible de Martin Luther. En plus des traditionnels ouvrages de théologie et de droits canon, le fonds comprend une impressionnante collection d'ouvrages consacrés aux sciences et à l'histoire. La bibliothèque a été aussi associée à l'une des pages les plus sombres de l'histoire car les nazis avaient réquisitionné plus de 2 000 ouvrages médicaux pour des expériences sur des cobayes humains dans les camps de concentration de Dachau. Ces livres ont été récupérés à la fin de la guerre.
La bibliothèque a été « miraculeusement » épargnée par l'incendie qui ravagea le reste du monastère en 1865. Son bâti et ses fresques ont ensuite été fragilisés par des travaux menés dans les sous-sols par les nazis. Les rayons ultraviolets entrant par les quarante-huit fenêtres de la bibliothèque avaient fini également par détériorer les ouvrages.

Est conservé dans l'abbaye la première recette de la Linzer Torte sous la forme d'un manuscrit de 1653. Dans ce livre de cuisine du XVIIe siècle, on en trouve (déjà) quatre recettes différentes.

Abbatiale et bibliothèque de l'Abbaye d'Admont
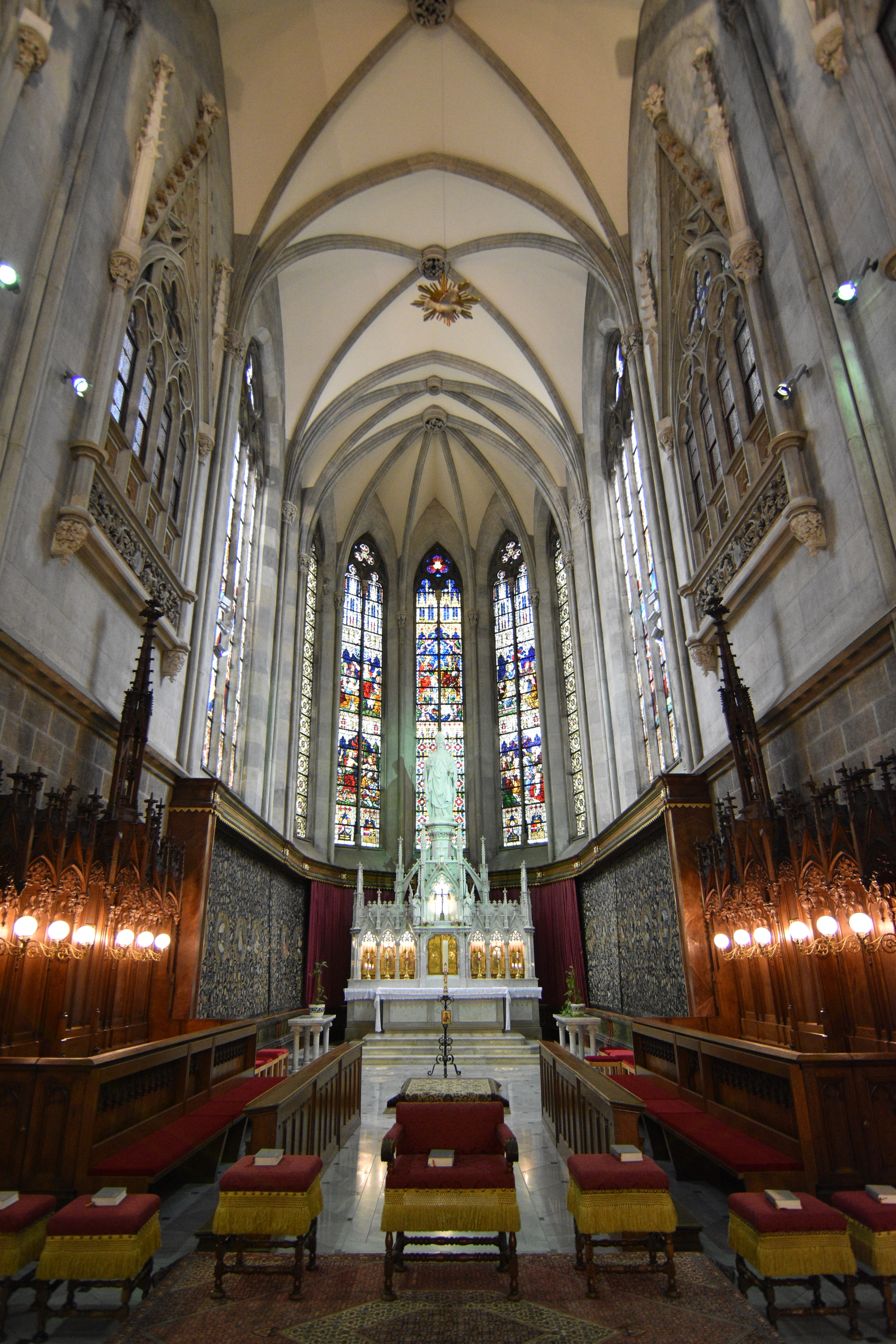
Nef de l'abbatiale
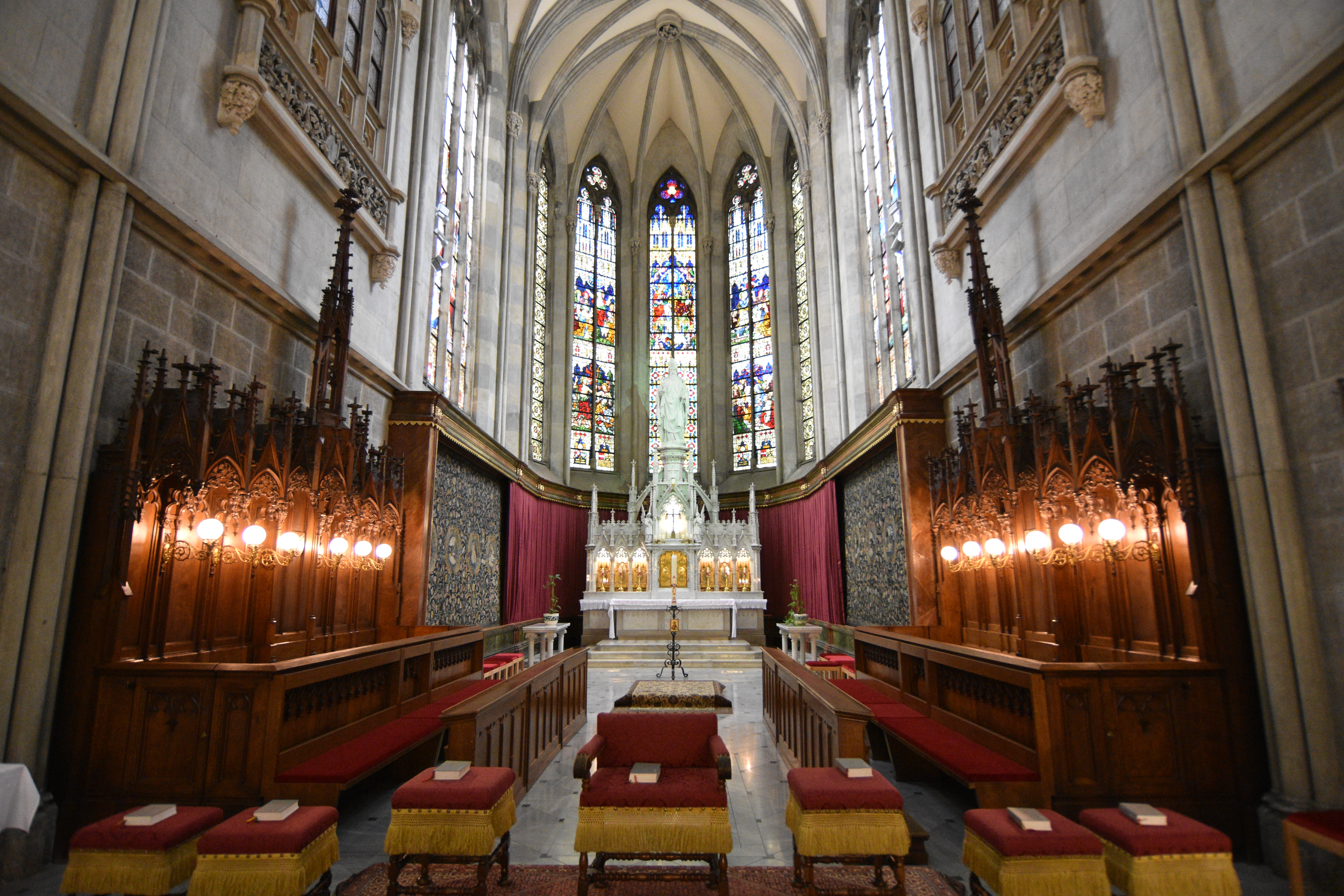
Chœur de l'abbatiale, bancs des prieurs et des moines de l'abbaye
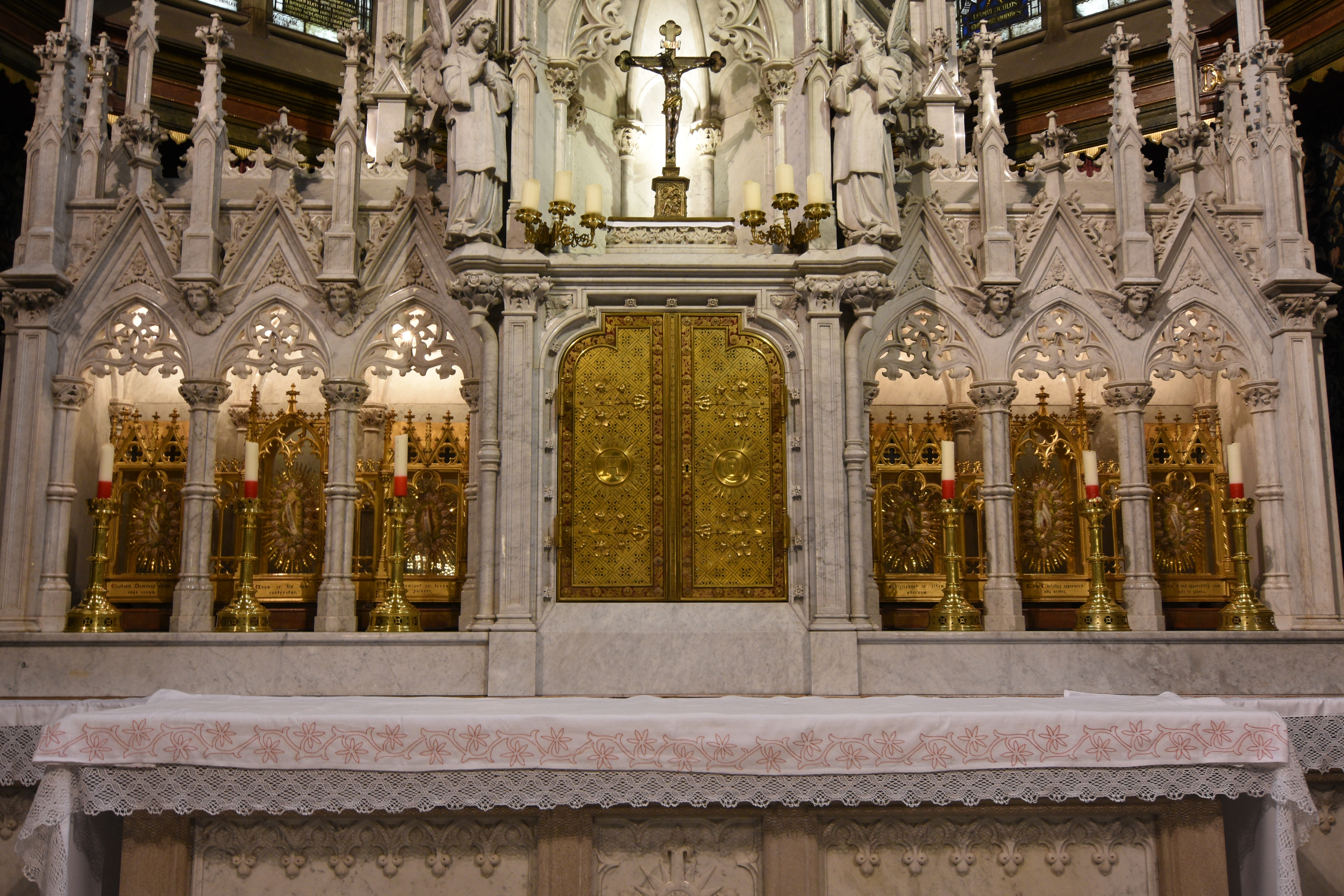
Maître-autel de l'abbatiale
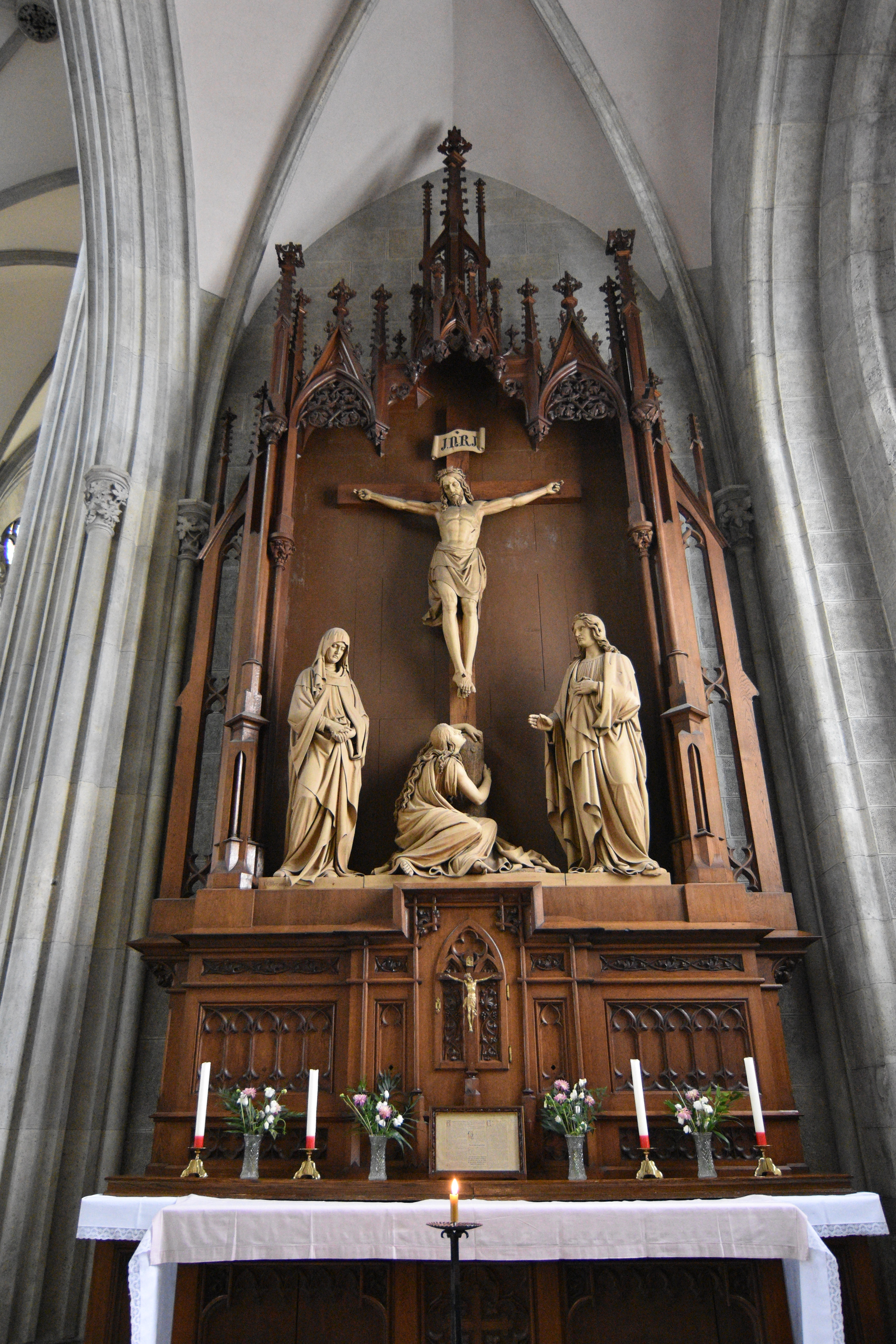
Retable dans un bas-côté de l'abbatiale
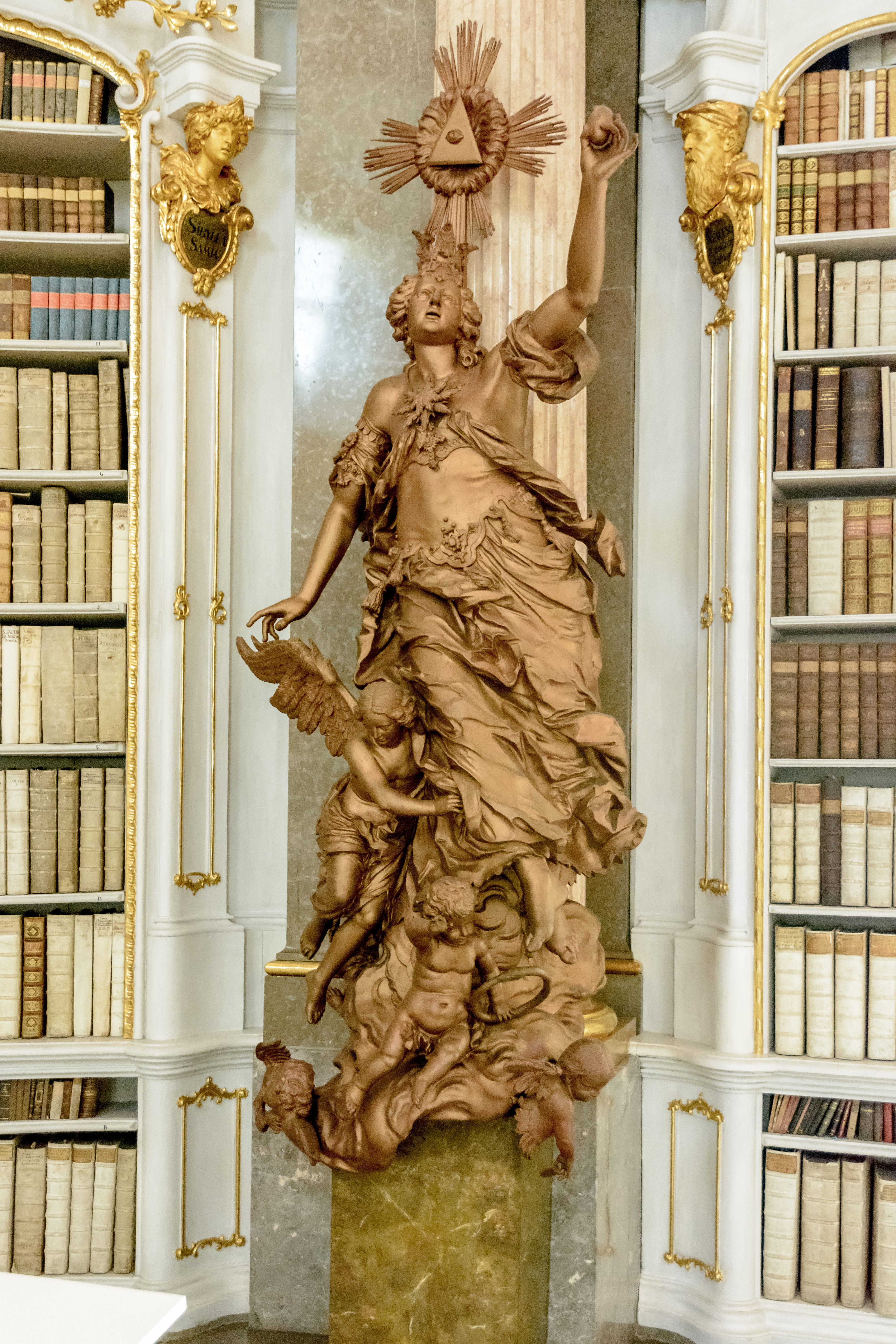
Sculpture dans la bibliothèque
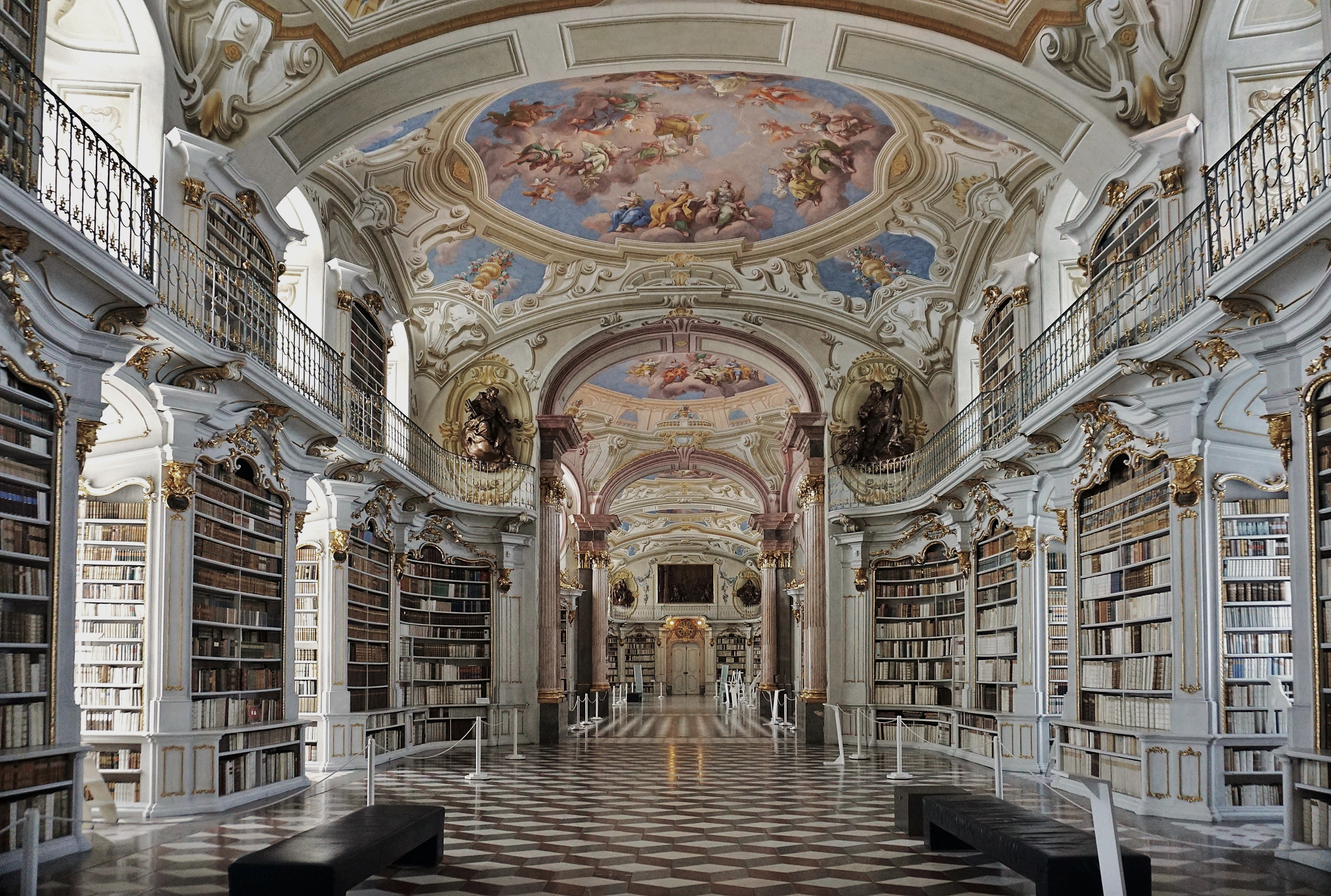
Vue générale de la bibliothèque
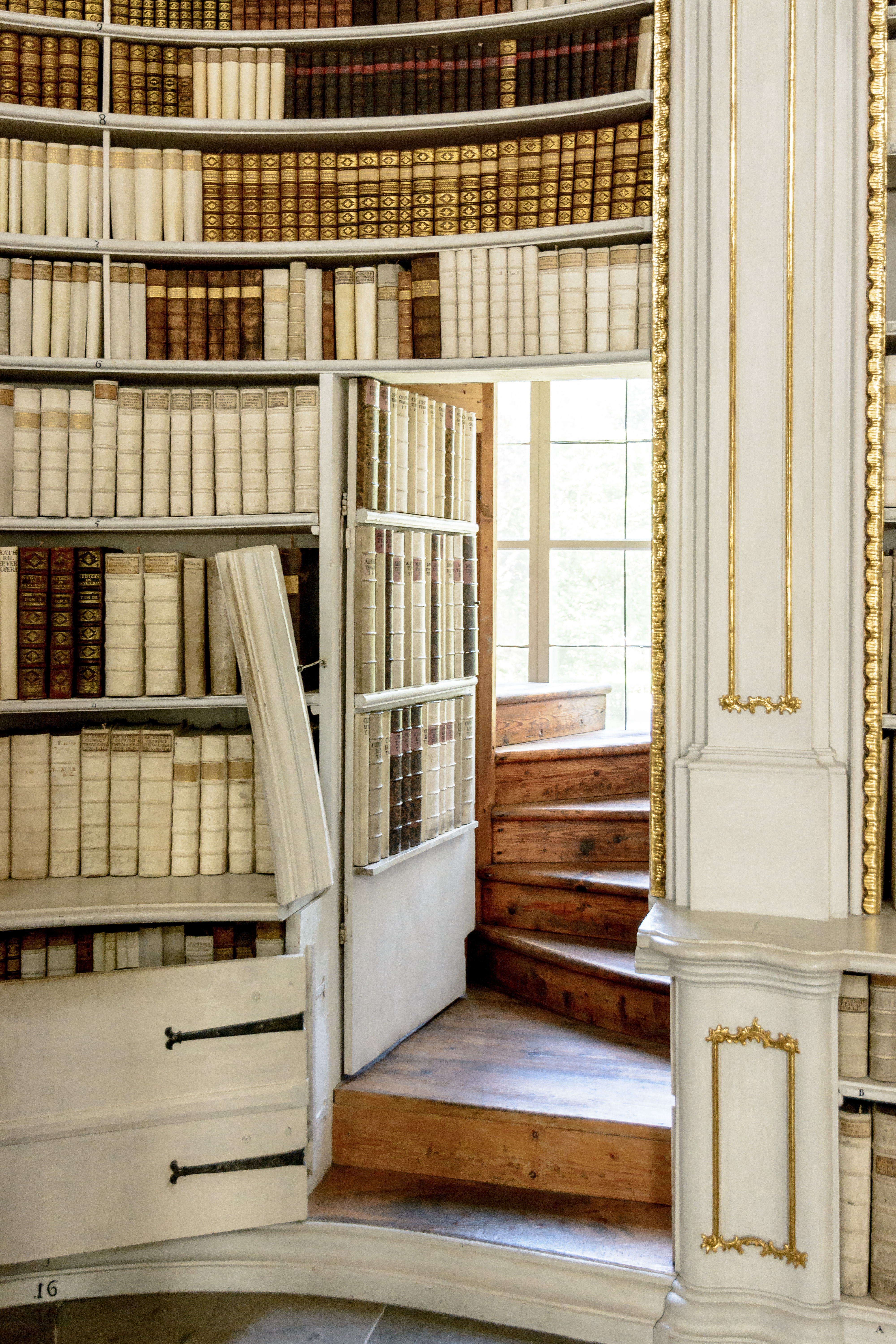
Passage secret dans la bibliothèque d'Admont
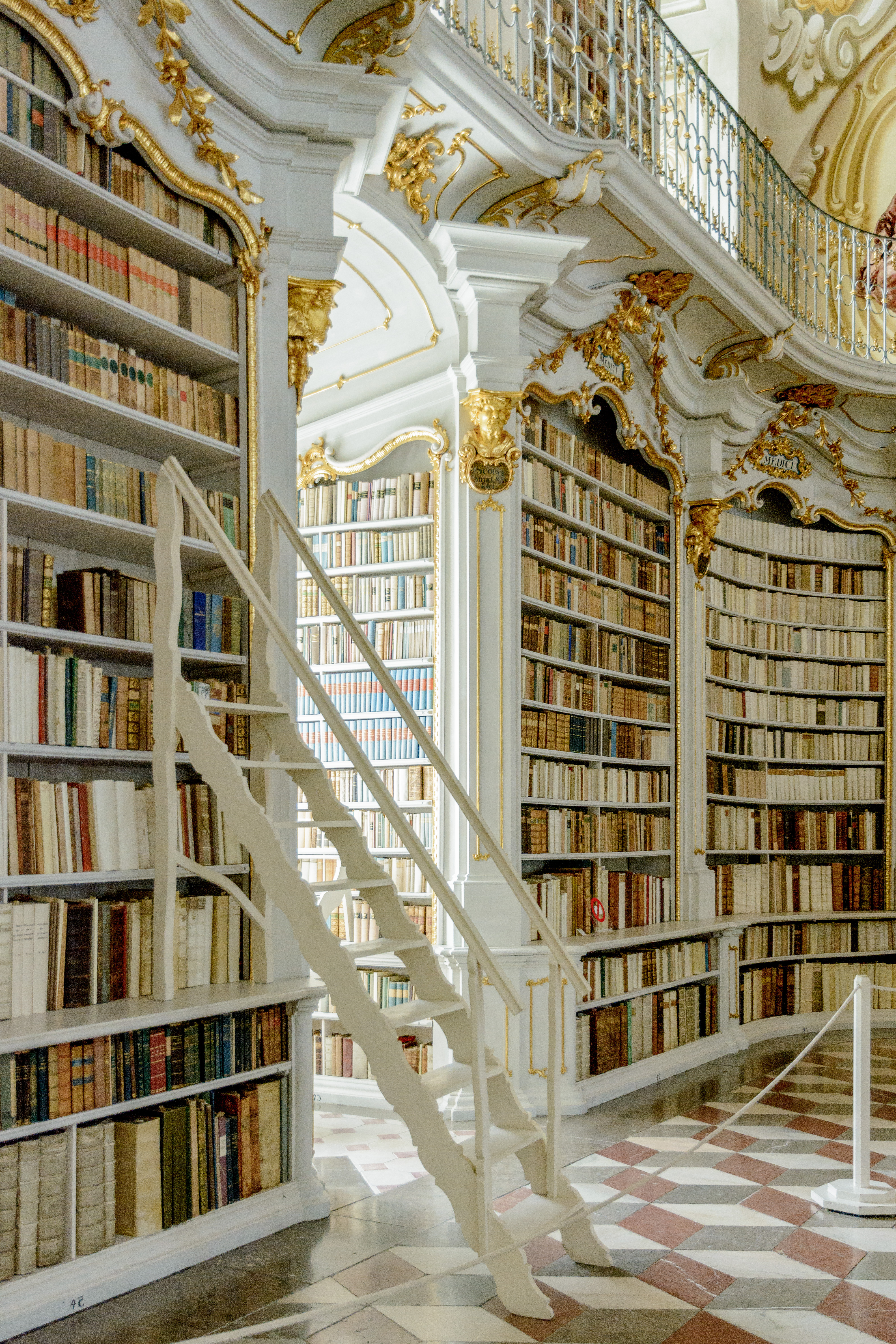
Etagères ouvragées et décorées, encastrées dans les murs de la bibliothèque d'Admont
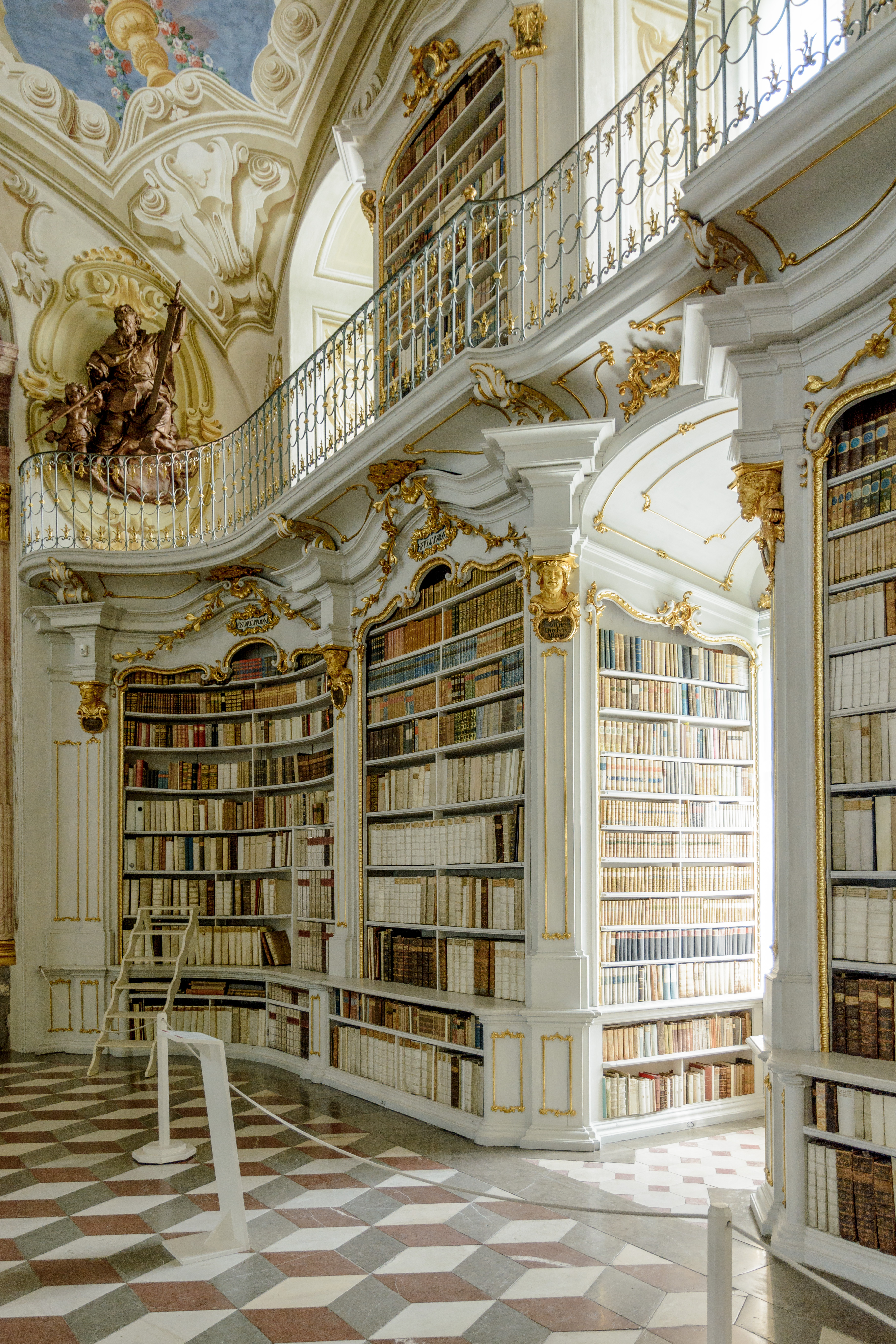
Décors, staffs et peintures en trompe-l'œil dans la bibliothèque
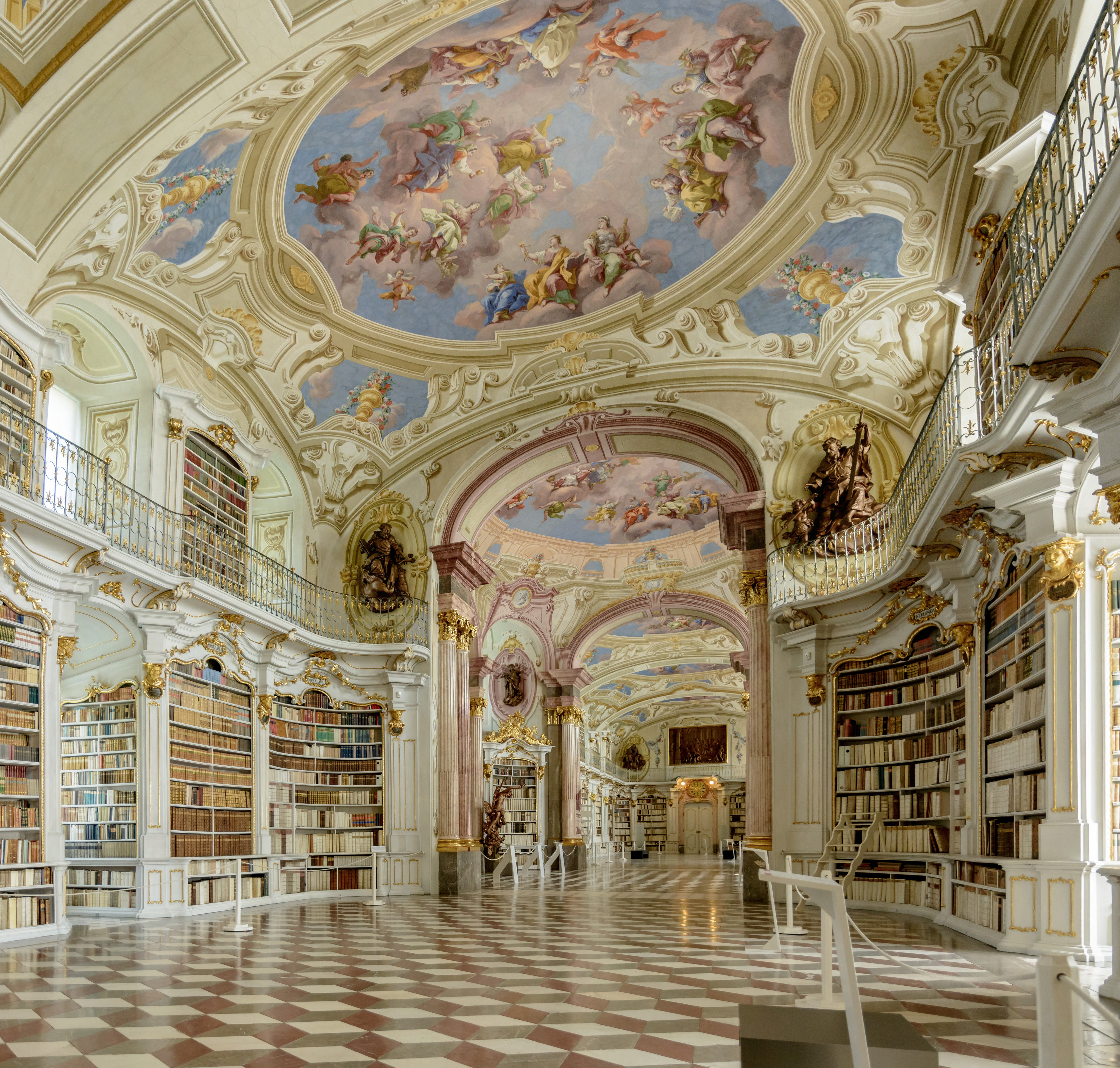
Plafond de la bibliothèque, habillé de stucs et de trompe-l'œil
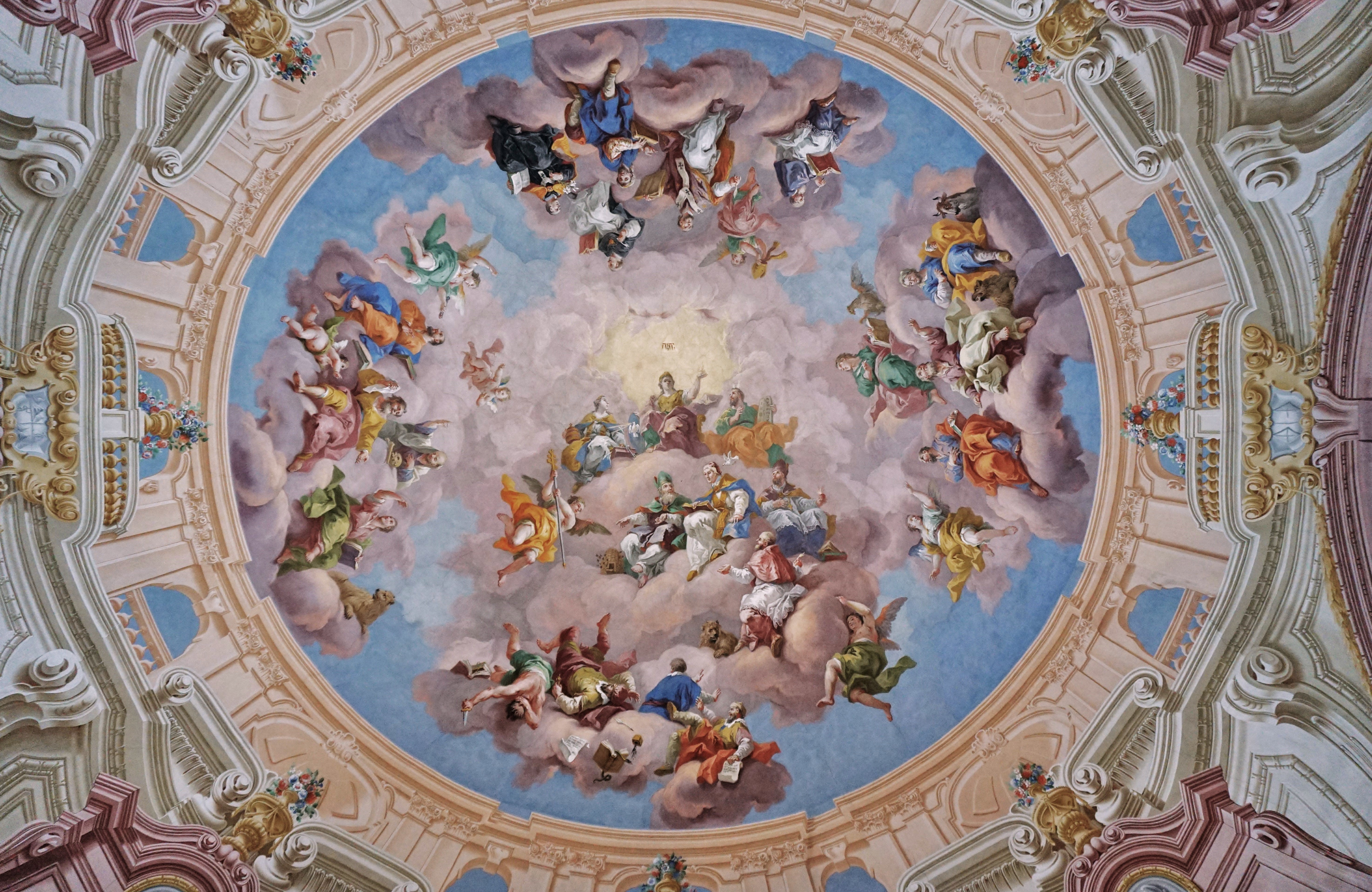
une des coupoles de la bibliothèque
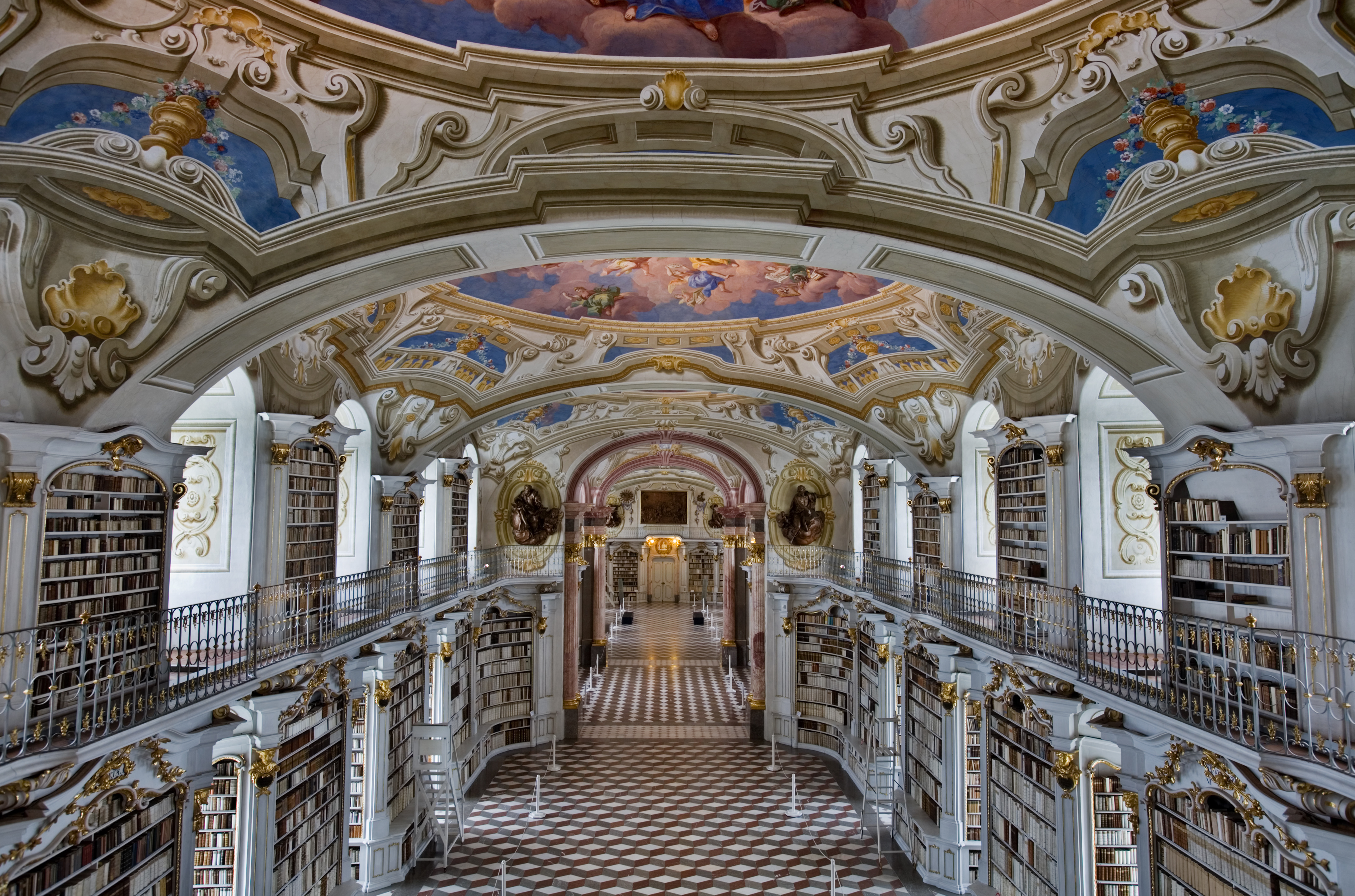
Vue de la bibliothèque depuis la galerie
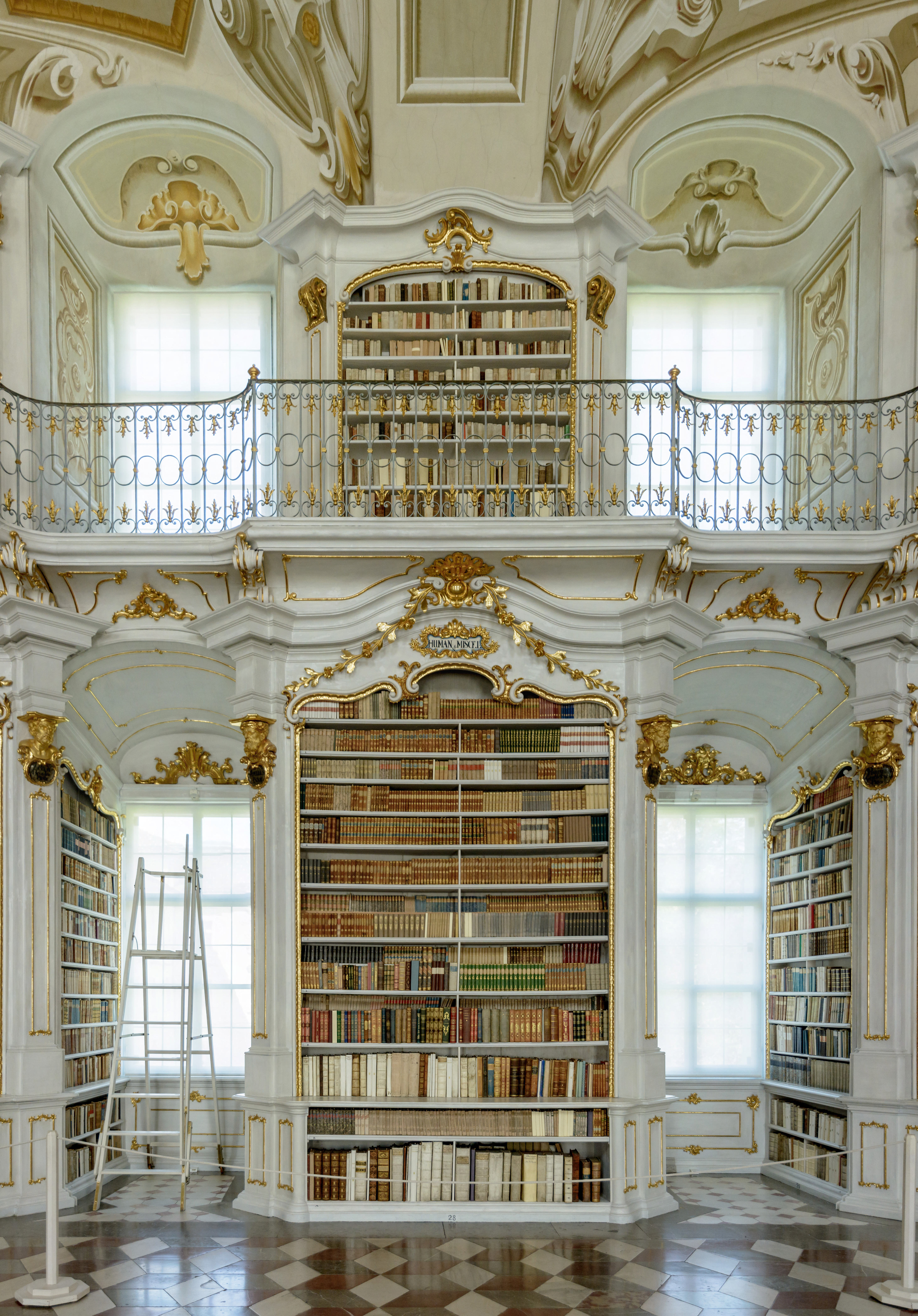
bibliothèque et sa galerie
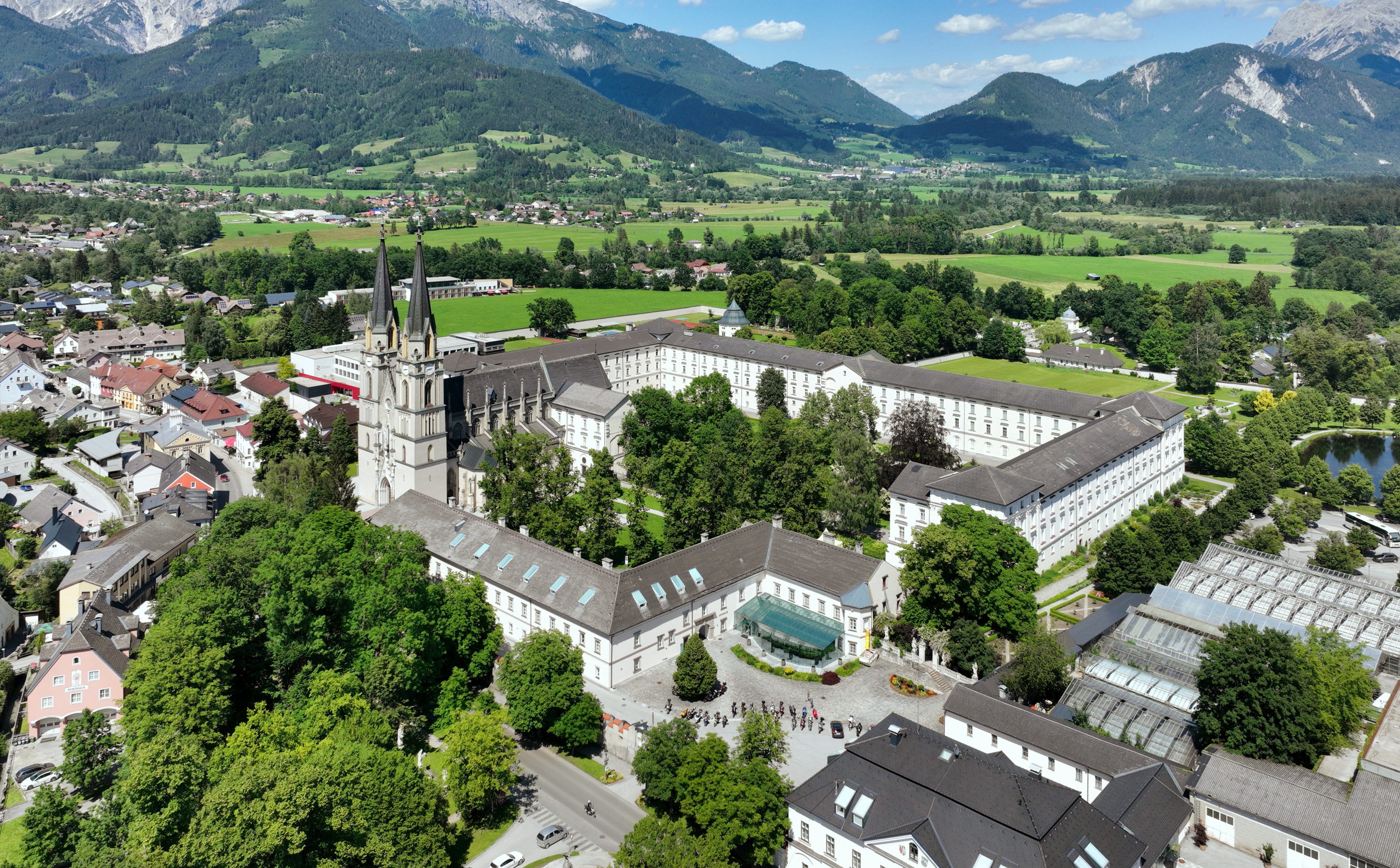
Vue de l'ensemble de l'abbaye d'Admont

### Sources
- (it) Cet article est partiellement ou en totalité issu de l’article de Wikipédia en italien intitulé « Abbazia di Admont » (voir la liste des auteurs).